# Burlington (Maine)
Burlington és una població dels Estats Units a l'estat de Maine (EUA). Segons el cens del 2000 tenia 351 habitants.

## Demografia
Segons el cens del 2000, Burlington tenia 351 habitants, 140 habitatges, i 100 famílies. La densitat de població era de 2,5 habitants per km².
Dels 140 habitatges en un 29,3% hi vivien nens de menys de 18 anys, en un 63,6% hi vivien parelles casades, en un 5,7% dones solteres, i en un 27,9% no eren unitats familiars. En el 21,4% dels habitatges hi vivien persones soles el 7,1% de les quals corresponia a persones de 65 anys o més que vivien soles. El nombre mitjà de persones vivint en cada habitatge era de 2,51 i el nombre mitjà de persones que vivien en cada família era de 2,91.
Per edats la població es repartia de la següent manera: un 21,1% tenia menys de 18 anys, un 10% entre 18 i 24, un 25,9% entre 25 i 44, un 26,5% de 45 a 60 i un 16,5% 65 anys o més.
L'edat mediana era de 42 anys. Per cada 100 dones de 18 o més anys hi havia 108,3 homes.
La renda mediana per habitatge era de 28.438 $ i la renda mediana per família de 29.375 $. Els homes tenien una renda mediana de 36.250 $ mentre que les dones 21.563 $. La renda per capita de la població era d'11.573 $. Entorn del 6,5% de les famílies i el 10,9% de la població estaven per davall del llindar de pobresa.